# グラツィエラ・シュッティ
グラツィエラ・シュッティ（Graziella Sciutti, 1927年5月29日 - 2001年4月9日）は、イタリアのソプラノ歌手。

## 生涯
トリノの出身。ジネヴラ・マリヌッツィに声楽の個人指導を受け、ローマのサンタ・チェチーリア音楽院に進学してラケーレ・マルグリアーノ＝モーリに学んだ。1949年にヴェネツィアでステージ・デビューを飾り、翌年にエクサン・プロヴァンス音楽祭に出場してドメニコ・チマローザの《秘密の結婚》のエリゼッタ役やジャン・カルロ・メノッティの《電話》のルーシー役で出演して成功を収めた。1954年にはアンリ・ソーゲの《マドンナの気まぐれ》の初演に参加する一方で、グラインドボーン音楽祭にも参加するようになった。1956年からコヴェントガーデン王立歌劇場とミラノ・スカラ座、1958年からウィーン国立歌劇場、1961年からメトロポリタン歌劇場などに出演するようになった。1980年代からオペラの演出も手掛けるようになった。
ジュネーヴにて没。

## 註
1. ↑  theguardian.com
2. ↑  bach-cantatas.com